# 프레지덴타스 스메토나 소해정
프레지덴타스 스메토나 소해정(리투아니아어: Prezidentas Smetona)은 1927년부터 1940년까지 사용된 리투아니아 해군의 소해정이다. 소해정의 이름은 리투아니아의 대통령을 역임한 안타나스 스메토나에서 유래되었다.